# Бочков, Фёдор Фёдорович
Фёдор Фёдорович Бочков (23 марта 1911 года, Чита — 24 июля 1981 года, Москва) — советский военный деятель, генерал-майор (29 мая 1945 года).

## Начальная биография
Фёдор Фёдорович Бочков родился 23 марта 1911 года в Чите.
С апреля 1925 года работал учеником слесаря на заводе «Новая Сосна» в Горьком, а с декабря 1927 года — инструментальщиком на заводе имени Октябрьской революции в Одессе.

## Военная служба

### Межвоенное время
20 сентября 1928 года призван в ряды РККА и направлен на учёбу в Одесскую пехотную школу, после окончания которой с апреля 1931 года служил на должностях командира стрелкового и учебного взводов в составе 10-го стрелкового полка (10-я стрелковая дивизия, Белорусский военный округ), а в октябре 1935 года переведён на должность начальника штаба батальона в составе 11-го стрелкового полка.
В декабре 1936 года направлен на учёбу на курсы «Выстрел», после окончания которых в июле 1937 года направлен в Генеральный штаб Красной Армии, где назначен на должность помощника начальника 1-го отделения 4-го отдела, а 27 марта 1939 года — на должность помощника начальника 1-го отделения 2-го отдела.
20 июля 1939 года направлен на учёбу в Военную академию имени М. В. Фрунзе.

### Великая Отечественная война
С началом войны капитан Ф. Ф. Бочкова находился в крепости Осовец, где находился на стажировке в составе группы слушателей и 29 июня 1941 года вернулся в Военную академию имени М. В. Фрунзе, из которой 1 июля досрочно был выпущен и направлен на Юго-Западный фронт, где назначен на должность начальника оперативного отделения штаба 264-й стрелковой дивизии, которая вскоре во время Киевской оборонительной операции принимала участие в боевых действиях юго-западнее Канева и у станции Таганча, а затем отступала на Канев по южному берегу реки Россь и далее за Днепр и к 27 августа вышла на рубеж Калиберда — Домонтов.
10 сентября майор Ф. Ф. Бочков был зачислен слушателем в Академию Генштаба имени К. Е. Ворошилова, однако в начале ноября назначен на должность начальника штаба 60-й курсантской стрелковой бригады (Приволжский военный округ), которая в начале декабря была передислоцирована на Западный фронт, где в составе 5-й армии вела боевые действия в ходе контрнаступлении под Москвой, во время которого принимала участие в освобождении Можайска.
В феврале 1942 года майор Ф. Ф. Бочков назначен на должность начальника штаба 82-й мотострелковой дивизии, которая 19 марта того же года преобразована в 3-ю гвардейскую и вела оборонительные боевые действия в районе магистрали Москва — Минск, а в августе участвовала в частной наступательной операции в направлении Карманово с последующим поворотом к Гжатску.
С 19 января 1943 года подполковник Ф. Ф. Бочков находился в распоряжении командующего войсками Западного фронта и 11 февраля назначен на должность начальника штаба 42-й гвардейской стрелковой дивизии, которая с 9 марта принимала участие в боевых действиях в ходе Ржевско-Вяземской наступательной операции. В период с мая по июль находился на лечении в госпитале и после выздоровления на прежнюю должность, после чего во время Курской битвы принимал участие в оборонительных боях в районе Прохоровки и затем в Белгородско-Харьковской наступательной операции. 
С 3 сентября дивизия была выведена в резерв Воронежского фронта и затем принимала участие в освобождении Левобережной Украины и битве за Днепр, в ходе которой 22 сентября форсировала Днепр и захватила плацдарм, однако 5 октября выведена из боя на левый берег с целью пополнения. С 17 ноября дивизия принимала участие в ходе Киевской оборонительной, Корсунь-Шевченковской, Уманско-Ботошанской, Ясско-Кишинёвской, Дебреценской и Будапештской наступательных операций.
24 ноября 1944 года полковник Ф. Ф. Бочков назначен на должность командира 42-й гвардейской стрелковой дивизии, которая 18 декабря вышла на государственную границу Венгрии и Чехословакии и с января 1945 года принимала участие в ходе Западно-Карпатской и Братиславско-Брновской наступательных операций и освобождении городов Елшава и Банска-Бистрица и боевые действия закончила в районе Сенограби в 60 километрах от Праги.

### Послевоенная карьера
После окончания войны находился на прежней должности в Центральной группе войск, а затем в Киевском военном округе, а в июне 1946 года переведён на должность командира 103-й гвардейской воздушно-десантной дивизии (Белорусский военный округ).
В декабре 1948 года направлен на учёбу в Высшую военную академию имени К. Е. Ворошилова, после окончания которой в октябре 1950 года назначен на должность командира 2-й гвардейской стрелковой дивизии (Московский военный округ).
В марте 1954 года направлен в Группу советских войск в Германии, где назначен на должность заместителя командира 9-го стрелкового корпуса, а в ноябре — на должность помощника командующего и начальника отдела боевой подготовки 8-й гвардейской армии.
С августа 1956 года служил начальником отдела планирования боевой подготовки, программно-методических и учебных пособий штаба ОВС и 10-го управления Генштаба. С октября 1957 года состоял в распоряжении главкома Сухопутных войск и в декабре того же года назначен заместителем командира 29-го армейского корпуса (Северо-Кавказский военный округ).
Генерал-майор Фёдор Фёдорович Бочков 3 июля 1959 года вышел в запас. Умер 24 июля 1981 года в Москве. Похоронен на Кузьминском кладбище.

## Награды
- Орден Ленина (30.04.1954);
- Пять орденов Красного Знамени (11.05.1943, 19.04.1944, 31.07.1944, 08.10.1944, 20.06.1949);
- Орден Суворова 2 степени (28.04.1945);
- Орден Отечественной войны 2 степени (23.10.1943);
- Орден Красной Звезды (03.11.1944);
- Медали.